# مهتابی (دره‌شهر)
مهتابی روستایی در دهستان ارمو بخش مرکزی شهرستان دره‌شهر استان ایلام ایران است.

## جمعیت
بر پایه سرشماری عمومی نفوس و مسکن در سال ۱۳۹۵ جمعیت این مکان ۲۵۴ نفر (۷۳خانوار) بوده‌است.